# Serguéi Jarlamov
Serguéi Filippovich Jarlamov (1953 - 31 de octubre de 2002) fue una figura política y pública rusa, líder militar y coronel de reserva soviético y ruso.

## Biografía
Graduado de la Academia Frunze y de la Academia del Estado Mayor. Sirvió en el Ejército Soviético en Afganistán (durante la Guerra de Afganistán), encabezó el reconocimiento de la 108.ª División de Fusileros Motorizados. Tuvo 5 distinciones militares. La última orden, Orden al Coraje Personal, se recibió en Transnistria (durante el conflicto de Transnistria). Se retiró a la reserva con el grado de coronel. Bajo Aleksander Lébed, se desempeñó como subsecretario del Consejo de Seguridad de la Federación de Rusia. Junto con Aleksander Lébed, S. F. Jarlamov participó en la firma de los Acuerdos de Jasaviurt el 31 de agosto de 1996. Según recuerda el negociador Aleksander Barjatov, la contribución de Jarlamov a su organización fue «simplemente impagable»:
De hecho, fue él, el arriesgado oficial de inteligencia, quien puso de relieve todo el equilibrio de poder en la nada homogénea masa rebelde de chechenos. Escenarios, candidatos. ¡A quién no se le puede acusar de ser infiel a los intereses de la patria! También preparó nuestro viaje poco conocido para el primer contacto personal con Masjádov, incluido un encuentro muy decisivo en vísperas de Jasaviurt con el padre del actual gobernante de Chechenia, Ajmat Kadírov.
Tras dejar el servicio público, se dedicó a actividades empresariales. Al final de su vida, fue asistente voluntario del diputado de la Duma estatal y ex director del FSB, Nikolái Kovalev, así como miembro del Comité Nacional Anticorrupción .
Serguéi Filippovich Jarlamov fue asesinado por un asesino profesional en la entrada de su casa en Moscú el 31 de octubre de 2002.

## Enlaces
- Historia de la Rusia moderna: documentos y materiales (1985-1999): en 2 partes 2 // Bajo el general. ed. S. M. Shakhrai y A. A. Klishas (compilado por S. M. Popova, A. A. Yanik). M.: Fundación de Historia Contemporánea; Editorial de la Universidad de Moscú, 2011. págs. 486—487
- http://www.newsru.com/crime/31oct2002/corrupt.html
- https://web.archive.org/web/20030524031203/http://www.hro.org/editions/press/1002/04/04100225.htm
- https://web.archive.org/web/20070929111435/http://2002.novayagazeta.ru/nomer/2002/87n/n87n-s26.shtml

- Datos: Q4495982